# Terry Eagleton

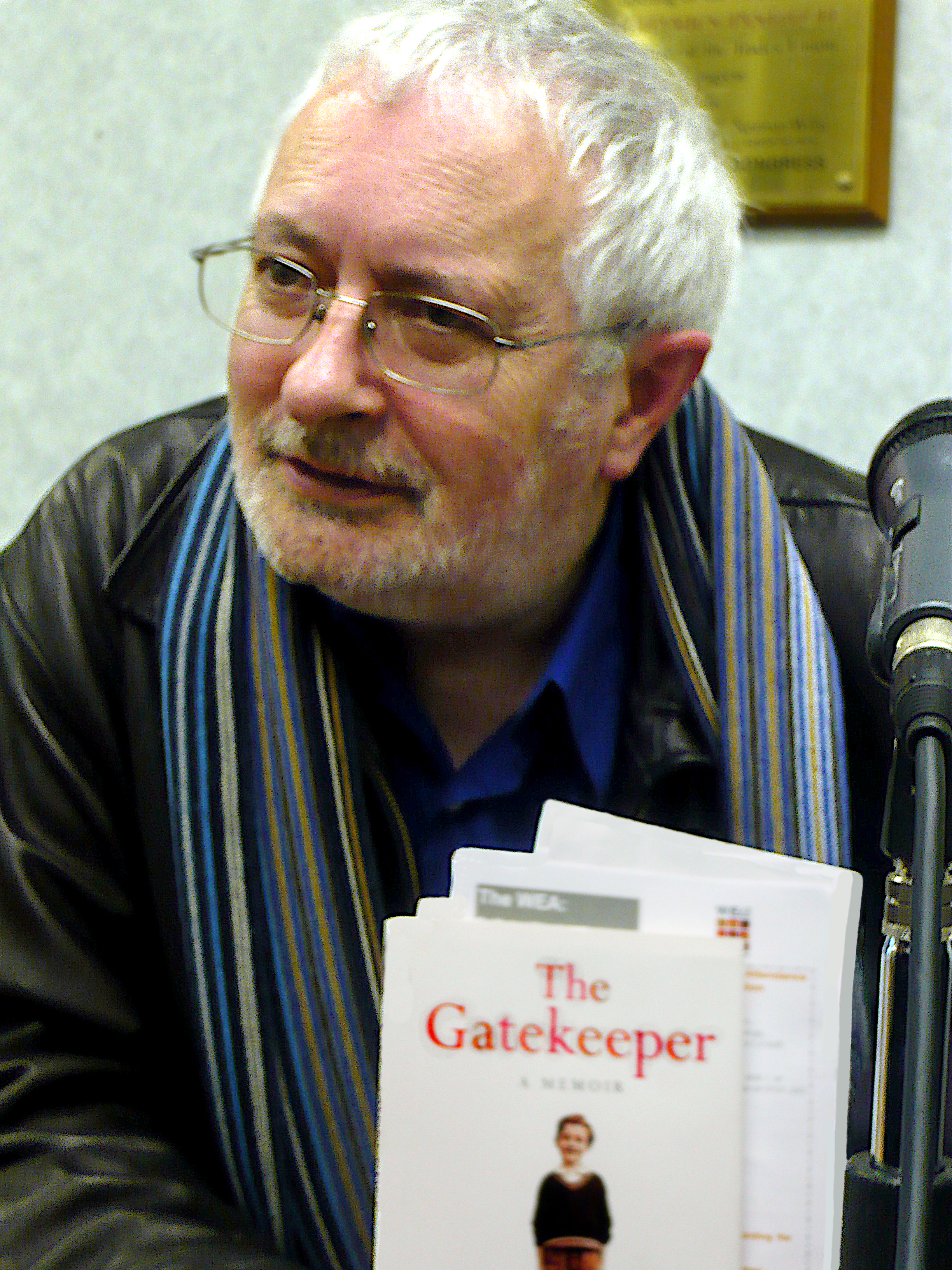
Terry Eagleton (2008)

Terry Eagleton (* 22. Februar 1943 in Salford) ist ein britischer marxistischer Literaturtheoretiker.

## Leben
Terry Eagleton besuchte als Kind die katholische Klosterschule De la Salle von Manchester. Ab 1961 studierte er Literatur am Trinity College, Cambridge, und schloss das Studium mit Auszeichnung ab. 1964 wurde er Doktorand am Jesus College, Er war hier Schüler des marxistischen Literaturkritikers Raymond Williams. Nachdem er zuerst die Literatur des 19. und 20. Jahrhunderts studiert hatte, verlegte er sich – im Sinne seines Lehrers – auf marxistische Literaturtheorie. In den 1960er Jahren engagierte er sich in der linkskatholischen Gruppe „Slant“ und verfasste eine Reihe theologischer Artikel und ein Buch zur Theologie der New-Left-Bewegung. Beeindruckt durch Frank B. Farrell und dessen Buch „Subjectivity, Realism, and Postmodernism: The Recovery of the World“, zeigt sich in seinen jüngsten Publikationen ein wiedererwachtes Interesse an theologischen Themen. Weitere wichtige Einflüsse auf Eagletons Arbeit sind psychoanalytische Theorien sowie die Schriften Slavoj Žižeks. Zurzeit ist Eagleton Professor für Englische Literatur an der Lancaster University.
2003 wurde er zum Mitglied der British Academy gewählt.

## Position
Sein vermutlich bekanntestes Werk Literaturtheorie: Eine Einführung verfolgt die Geschichte der zeitgenössischen Auseinandersetzung mit Texten der Romantiker des 19. Jahrhunderts bis zu den postmodernen Theoretikern der letzten Jahrzehnte. Im dialektischen Denken verbindet Eagleton die scheinbaren Widersprüche der Weltanschauungen. Als Radikaler sowohl in der sozialgeschichtlich marxistischen als auch in der ontologisch realistischen katholischen Tradition verwurzelt, steht er der Dekonstruktion und anderen neueren Denkströmungen nicht ablehnend gegenüber. Eagletons Marxismus ist weit mehr als nur theoretisches Interesse: Er war aktives Mitglied marxistischer Organisationen und meldet sich immer wieder in Publikationen zu politischen Ereignissen zu Wort.
In dem 2004 erschienenen Werk After Theory beklagt Eagleton die Lage der gegenwärtigen Kultur- und Literaturtheorie und deren Bastardisierung, als die er die meisten zeitgenössischen interdisziplinären Studien von Kultur und Literatur ansieht – obwohl er bei wichtigen Themen eine interdisziplinäre Behandlung durchaus für fruchtbar und sinnvoll hält.

## Veröffentlichungen (Auswahl)
- The Body as Language: outline of a new left theology (1970)
- Marxism and Literary Criticism (1976)
- Einführung in die Literaturtheorie (1983/ dt. 1988)
- Saint Oscar (a play about Oscar Wilde)
- Ideologie: Eine Einführung (1991)
- Die Illusionen der Postmoderne (1996/dt. 1997)
- The Truth about the Irish (1999)
  - deutsch von Silvia Morawetz: Die Wahrheit über die Iren (München: Beck, 2000)
- The Idea of Culture (2000)
  - deutsch von Holger Fliessbach: Was ist Kultur ? Eine Einführung, C. H. Beck, München 2001
- The Gatekeeper: A Memoir (2001)
- Sweet Violence (2003)
- After Theory (2004)
- The English Novel: An Introduction (2004)
- Holy Terror (2005)
- Der Sinn des Lebens (The Meaning of Life, 2007, 2008 (Very Short Introduction)[3]/ dt. 2008)
- Reason, Faith, and Revolution: Reflections on the God Debate (2009)
- Das Böse, übersetzt von Hainer Kober; Ullstein Verlag, Berlin 2011, ISBN 978-3-550-08830-8 (On Evil, 2010)
- Warum Marx recht hat, übersetzt von Hainer Kober; Ullstein Verlag, Berlin 2012 (Why Marx Was Right, 2011)
- How to Read Literature (2013); Literatur lesen: Eine Einladung, übersetzt von Holger Hanowell; Reclam 2016
- Der Tod Gottes und die Krise der Kultur; Droemer Knaur, München 2015, ISBN 978-3-629-13076-1 (Culture and the Death of God. Yale University Press, New Haven CT/USA 2014, ISBN 978-0-300-20399-8)
- Hope without Optimism, 2015.
  - deutsch von Hainer Kober: Hoffnungsvoll, aber nicht optimistisch; Ullstein Verlag, Berlin 2016, ISBN 978-3-550-08127-9.
- Culture (2016).
  - deutsch von Hainer Kober: Kultur. Ullstein, Berlin 2017, ISBN 978-3-550-08170-5.[4]
- Materialism (2017)
  - deutsch von Stefan Kraft: Materialismus. Die Welt erfassen und verändern. Promedia, Wien 2018, ISBN 978-3-853-71433-1.
- Radical Sacrifice (2018)
  - deutsche Übersetzung von Stefan Kraft: Opfer. Selbsthingabe und Befreiung. Promedia, Wien 2020, ISBN 978-3-85371-465-2.
- Critical Revolutionaries. Five Critics Who Changed the Way We Read (2022)